# Грб Пирота
Грб Пирота је према статуту града званично обележје Града Пирота. Премда је статутом означено као грб, ова квалификација је научно неутемељена, те са аспекта науке Пирот користи амблем који је ван познатих хералдичких и амблематских категорија.

## Блазон
Статут града ово обележје Пирота описује на следећи начин:
| „ | Грб у горњем делу садржи контуре пиротског градића. У средини грба је ћилимарска шара „плоча“ у чијој позадини је контура фабрике, а у доњем делу грба полукружно је исписано ћирилицом „Пирот“. | ” |